# 聖米格爾火山
聖米格爾火山（San Miguel）是薩爾瓦多中東部的層狀火山，位於聖米格爾西南15公里，是薩爾瓦多最活躍的火山之一。